# Richmond Trophy 1950
II. Richmond Trophy byl úvodní závod formule 1, pořádaný ve stejný den jako další podnik Grand Prix Pau. Oba závody nebyly zařazeny, do nově vyhlášeného, Mistrovství světa jezdců.
Závody formule 1 organizované na Velikonoční pondělí, se pomalu začínají stávat tradicí. Jediným vysvětlením, proč někdo preferuje závodit na nevzhledném a plochém letišti, je možná délka závodu. V Goodwoodu to bylo jen 26 mil, necelých 70 km, zatímco běžný závod vypsaný pro vozy formule 1 se jezdi na vzdálenost okolo 400 až 500 km. Závodu v Goodwoodu se zúčastnili především britské týmy.
Nejvíce vozů nasadilo Maserati a ERA. Tým Enrico Platé připravil Maserati 4CLT/48 pro Biru a Graffenrieda. Stejné vozy přivezla Scuderia Ambrosiana pro Parnella a Hampshira, Angličan Parker startoval na soukromém Maserati 6CM další soukromé Maserati sedlal Murray tentokrát se jednalo o typ 4CL. Bratři Whiteheadové připravili vůz ERA B pro Grahama a Peter startoval na Ferrari 125. Další vozy ERA patřili soukromníkům Walkerovi, Harrisonovi a Taylorovi. George Abecassis představil vůz HWM s motorem Alta.
Úvod připomínal spíš dostihy (i když s koňmi pod kapotou) se zvláštním způsobem rozlosování postavení na startu, když o tom kdo bude připuštěn ke startu rozhodly časy z tréninku. V praxi to znamenalo, že Reg Parnell, nejrychlejší v tréninku, dostel výhodu startovat z první řady zatímco Bira a de Graffenried museli začínat ze zadních řad, a protlačit se mnohem pomalejšími vozy. Další nepříjemnost čekala hned na začátku, už tak silný vítr, který obtěžoval celé dopoledne, se změnil v menší vichřici a navíc se spustil déšť.
Navzdory všem těžkostem Bira odstartoval téměř senzačně a nakrátko se dostal do vedení. Za Thajským princem se prosmeknul další šlechtic, švýcarský baron de Graffenried a až za nimi odstartoval Parnell. Hned po startu odstoupil Murray a taky Whitehead na Ferrari. Potíže se nevyhnuli ani Watsonovi
Z čela závodu odstoupil Bira pro problém s viditelností, nechtěl dál riskovat. V čele ho tak vystřídal de Graffenried v závěsu s Parnellem, který v sedmém kole zaútočil a dojel si tak pro vítězství a obhájil tak svůj triumf z loňska. De Graffenried dojel se ztrátou 56 sekund na druhém místě a završil tak úspěch vozu Maserati.Další místa obsadili vozy ERA v pořadí Shawe Taylor, Harrison a Whitehaed. Do cíle dojel ještě Abecassis na 6 místě, ostatní jezdci odstoupili.

## Výsledky
- 10. duben 1950
- Okruh Goodwood
- 11 kol x 3830 m - 461 m / 41,669 km

| Legenda k tabulce | Legenda k tabulce                                                                       |
| Barva             | Výsledek                                                                                |
| ----------------- | --------------------------------------------------------------------------------------- |
| Zlatá             | Vítěz                                                                                   |
| Stříbrná          | 2. místo                                                                                |
| Bronzová          | 3. místo                                                                                |
| Zelená            | Bodované umístění                                                                       |
| Modrá             | Nebodované umístění                                                                     |
| Modrá             | Dokončil neklasifikován (NC)                                                            |
| Fialová           | Odstoupil (Ret)                                                                         |
| Červená           | Nekvalifikoval se (DNQ)                                                                 |
| Červená           | Nepředkvalifikoval se (DNPQ)                                                            |
| Černá             | Diskvalifikován (DSQ)                                                                   |
| Bílá              | Nestartoval (DNS)                                                                       |
| Bílá              | Závod zrušen (C)                                                                        |
| Světle modrá      | Pouze trénoval (PO)                                                                     |
| Světle modrá      | Páteční testovací jezdec (TD)                                                           |
| Bez barvy         | Netrénoval (DNP)                                                                        |
| Bez barvy         | Vyřazen (EX)                                                                            |
| Bez barvy         | Nepřijel (DNA)                                                                          |
| Bez barvy         | Odvolal účast (WD)                                                                      |
| Bez barvy         | Nezúčastnil se (prázdné)                                                                |
| Označení          | Význam                                                                                  |
| Tučnost           | Pole position                                                                           |
| Kurzíva           | Nejrychlejší kolo                                                                       |
| †                 | Jezdec nedojel do cíle, ale byl klasifikován, protože odjel více než 90 % délky závodu. |
| ‡                 | Byl udělován poloviční počet bodů, protože bylo odjeto méně než 75 % délky závodu.      |
| Horní index       | Umístění bodujících jezdců ve sprintu                                                   |

| Pozice | Č  | Jezdec                     | Vůz               | Kolo | Čas         | +/- | Pole | Nej. kolo |
| ------ | -- | -------------------------- | ----------------- | ---- | ----------- | --- | ---- | --------- |
| 1      | 22 | Reg Parnell                | Maserati 4CLT/48  | 11   | 20m14.4     | 2   | 3    | 1:46,0    |
| 2      | 20 | Toulo de Graffenried       | Maserati 4CLT/48  | 11   | à 0'46"0    | 11  | 13   |           |
| 3      | 29 | Brian Shawe-Taylor         | ERA B             | 10   | à 1 kolo    | 4   | 7    |           |
| 4      | 28 | Cuth Harrison              | ERA B             | 10   | à 1 kolo    | 3   | 1    |           |
| 5      | 25 | Graham Whitehead           | ERA B             | 10   | à 1 kolo    | 0   | 5    |           |
| 6      | 5  | George Abecassis           | HWM 50            | 10   | à 1 kolo    | 6   | 12   |           |
| 7      | 32 | Colin Murray               | Maserati 4CL      |      | -           | 1   | 8    |           |
| 8      | 31 | Philip Fotheringham-Parker | Maserati 6CM      |      | -           | 2   | 6    |           |
| 9      | 33 | Gordon Watson              | Alta F2           |      | -           | 1   | 10   |           |
| Pozice | Č  | Odstoupili                 | Vůz               | Kolo | Čas         | +/- | Pole | Nej. kolo |
| Ret    | 21 | Princ Bira                 | Maserati 4CLT/48  | 4    | Motor       |     | 9    |           |
| Ret    | 24 | Peter Whitehead            | Ferrari 125       |      | -           |     | 2    |           |
| Pozice | Č  | Nestartovali               | Vůz               | Kolo | Čas         | +/- | Pole | Nej. kolo |
| DNS    | 26 | Peter Walker               | ERA E             |      | Nestartoval |     | 4    |           |
| DNS    | 23 | David Hampshire            | Maserati 4CLT/48  |      | Nestartoval |     |      |           |
| DNS    | 30 | Tony Rolt                  | Delage 15S8       |      | Nestartoval |     |      |           |
| DNS    | 34 | Archie J. Butterworth      | A.J.B.-Duesenberg |      | Nestartoval |     |      |           |

### Nejrychlejší kolo
- Reg Parnell 1:46.0 131.67 km/h

### Postavení na startu
| _______4_______ Peter Walker ERA       |                                        | _______3_______ Reg Parnell Maserati |                                                     | _______2_______ Peter Whitehead Ferrari |                                                | _______1_______ Cuth Harrison ERA        |  |
|                                        | _______7_______ Brian Shawe-Taylor ERA |                                      | _______6_______ Philip Fotheringham-Parker Maserati |                                         | _______5_______ Graham Whitehead ERA           |                                          |  |
| _______11_______ Colin Murray Maserati |                                        | _______10_______ Princ Bira Maserati |                                                     | _______9_______ Gordon Watson Alta      |                                                | _______8_______ David Hampshire Maserati |  |
|                                        |                                        |                                      | _______13_______ George Abecassis HWM               |                                         | _______12_______ Toulo de Graffenried Maserati |                                          |  |

## Startovní listina
| Č. | Tým                    | Pilot                      | Konstruktér | Šasi             | Motor                | Pneumatiky |
| -- | ---------------------- | -------------------------- | ----------- | ---------------- | -------------------- | ---------- |
| 5  | HW Motors              | George Abecassis           | HWM         | HWM 50           | Alta L 4 s           |            |
| 20 | Enrico Plate           | Toulo de Graffenried       | Maserati    | Maserati 4CLT/48 | Maserati 1.5 L4C     | Pirelli    |
| 21 | Enrico Plate           | Princ Bira                 | Maserati    | Maserati 4CLT/48 | Maserati 1.5 L4C     | Pirelli    |
| 22 | Scuderia Ambrosiana    | Reg Parnell                | Maserati    | Maserati 4CLT/48 | Maserati 1.5 L4C     | D          |
| 23 | Scuderia Ambrosiana    | David Hampshire            | Maserati    | Maserati 4CLT/48 | Maserati 1.5 L4C     | D          |
| 24 | Privátní               | Peter Whitehead            | Ferrari     | Ferrari 125      | Ferrari 125 1.5 V12C | D          |
| 25 | Privátní               | Graham Whitehead           | ERA         | ERA B            | ERA L6s              | D          |
| 26 | Privátní               | Peter Walker               | ERA         | ERA E            | ERA L6s              | D          |
| 28 | Privátní               | Cuth Harrison              | ERA         | ERA B            | ERA L6s              | D          |
| 29 | Privátní               | Brian Shawe-Taylor         | ERA         | ERA B            | ERA L6s              | D          |
| 30 | Rob Walker Racing Team | Tony Rolt                  | Delage      | Delage 15S8      | Delage L 8 s         |            |
| 31 | Privátní               | Philip Fotheringham-Parker | Maserati    | Maserati 6CM     | Maserati 1.5 L6C     |            |
| 32 | Privátní               | Colin Murray               | Maserati    | Maserati 4CL     | Maserati 1.5 L4C     |            |
| 33 | Privátní               | Gordon Watson              | Alta        | Alta F2          | Alta L4s             |            |
| 34 | Privátní               | Archie J. Butterworth      | AJB         | AJB ?            | Duesenberg V 8       |            |

| Pole position | Vítězství        | Nej. kolo        |
| Cuth Harrison | Reg Parnell      | Reg Parnell      |
| ERA B         | Maserati 4CLT/48 | Maserati 4CLT/48 |
| *             | 0:20'14.4        | 1'46.0           |
| *             | 198,979 km/h     | 210,206 km/h     |
| ------------- | ---------------- | ---------------- |